# Gipsbruch Kirchbühl
Der Gipsbruch Kirchbühl ist ein vom Regierungspräsidium Stuttgart am 3. Oktober 1985 durch Verordnung ausgewiesenes Naturschutzgebiet auf dem Gebiet der Gemeinden Ilshofen und Vellberg im Landkreis Schwäbisch Hall in Baden-Württemberg.

## Lage und Beschreibung
Das Naturschutzgebiet liegt zwischen Lorenzenzimmern und Gaugshausen westlich der Landesstraße 1040. Es gehört zum Naturraum Hohenloher-Haller Ebene.
Der aufgelassene Gipsbruch liegt in einer strukturarmen Agrarlandschaft. In ihm haben sich nach der Beendigung des Abbaus Sekundärbiotope ausgebildet. Der großflächige Magerrasen und zahlreiche auskommende Gehölze bilden heute einen lokal bedeutenden Biotopkomplex.

## Schutzzweck
Wesentlicher Schutzzweck ist gemäß Schutzgebietsverordnung „die Bewahrung der reichhaltigen Lebensstätten für zahlreiche geschützte und vom Aussterben bedrohte Pflanzen- und Tierarten vor Zerstörung und Beeinträchtigung“.